# Джорновики, Джованни Мане
Джованни Мане Джорновики (итал. Giovanni Mane Giornovichi, собственно Иван Мане Ярнович, хорв. Ivan Mane Jarnović, иногда также Ярновик, нем. Jarnowick; 29 ноября 1747, Палермо — 23 ноября 1804, Санкт-Петербург) — итальянский скрипач и композитор хорватского происхождения.
Учился, по-видимому, у Антонио Лолли. В 1770—1779 годах жил и работал в Париже, выступал как солист-виртуоз, в том числе с собственными сочинениями. В результате конфликта со скрипачом шевалье де Сен-Жоржем и отказом принять вызов на дуэль вынужден был переехать в Берлин, где работал до 1782 года. Далее Джорновики некоторое время работал в Варшаве, где, в частности, давал уроки Михаилу Огиньскому. В 1783—1786 годах состоял на службе в Санкт-Петербурге как придворный скрипач Екатерины II, затем после краткого пребывания в Стокгольме обосновался в Вене. С 1791 года вёл активную концертную деятельность в Лондоне, однако после приезда в Англию другого итальянского скрипача Джованни Баттиста Виотти вызвал его на музыкальное состязание и проиграл. Кроме того, после ссоры с пианистом Иоганном Крамером Джорновики вновь отказался принять вызов на дуэль и вновь столкнулся с необходимостью отъезда. В 1796—1801 годах он работал в Гамбурге, в 1802 году в Берлине, а в последние два года жизни в Санкт-Петербурге, где умер и был похоронен; на похоронах Джорновики был исполнен Реквием Осипа Козловского (второй раз после похорон Станислава Понятовского, для которых он был написан).
Джорновики написал около 20 скрипичных концертов (сохранилось 17), ряд камерных произведений (из которых наиболее интересны три гамбургских квартета), другие камерные и симфонические сочинения.
Внук Джорновики — французский виолончелист Ю-Дефорж.